# 群馬県道69号大間々世良田線
群馬県道69号大間々世良田線（ぐんまけんどう69ごう おおまませらだせん）は群馬県みどり市大間々町大間々から太田市世良田町を結ぶ約22kmの県道である。旧称・大間々尾島線。

## 概要

### 路線データ
- 起点：群馬県みどり市大間々町大間々字町東1474番の1地先（大間々六丁目交差点、国道122号・群馬県道73号伊勢崎大間々線交点）[1]
- 終点：群馬県太田市世良田町字大門1089番地先（世良田交差点、群馬県道14号伊勢崎深谷線・群馬県道142号綿貫篠塚線交点）[1]
- 重要な経過地：新田郡新田町[注釈 1]

## 歴史
- 1959年（昭和34年）9月18日：群馬県より現・道路法に基づき、前身にあたる県道世良田大間々線（新田郡尾島町大字世良田 - 同郡薮塚本町 - 山田郡大間々町、整理番号54）として路線認定される[2]。
  - 同日、前々身路線にあたる県道尾島大間々前（新田郡尾島町 - 山田郡大間々町、整理番号93）が路線廃止される[3]。
- 1966年（昭和41年）2月8日：群馬県より、大間々尾島線（山田郡大間々町 - 新田郡新田町 - 尾島町、整理番号36）として県道路線認定される[4]。 
  - 同日、前身にあたる世良田大間々線（新田郡尾島町大字世良田 - 新田郡薮塚本町 - 山田郡大間々町大字大間々、整理番号8）を廃止[5]。
- 1972年（昭和47年）3月31日：大間々尾島線の終点を大字尾島（尾島交差点）から大字世良田（世良田交差点）に変更し、路線延長を22.6 kmから18.7 kmに短縮[1]。
- 1993年（平成5年）5月11日：建設省から、県道大間々尾島線が大間々尾島線として主要地方道に指定される[6]。

## 路線状況

### 重複区間
- 群馬県道78号太田大間々線（起点 - みどり市大間々町大間々・大間々7丁目交差点）
- 群馬県道312号太田境東線（太田市新田中江田町・新田中江田町交差点 - 太田市小角田町・小角田交差点）
- 国道354号（太田市新田中江田町 - 太田市小角田町・小角田北交差点）

## 地理

### 通過する自治体
- みどり市
- 太田市

### 交差する道路
- 国道122号（国道353号・群馬県道62号沼田大間々線・群馬県道70号大間々上白井線 重複）・群馬県道73号伊勢崎大間々線（みどり市大間々町大間々・大間々6丁目交差点、起点）
- 群馬県道291号境木島大間々線（みどり市大間々町大間々）
- 群馬県道78号太田大間々線（みどり市大間々町大間々・大間々7丁目交差点）
- 群馬県道3号前橋大間々桐生線（みどり市大間々町大間々）
- 国道50号（みどり市笠懸町鹿、鹿交差点）
- 群馬県道68号桐生伊勢崎線（太田市大原町、大原上交差点）
- 群馬県道294号国定藪塚線（太田市大原町、大原仲交差点）
- 群馬県道39号足利伊勢崎線（太田市新田嘉祢町、新田嘉祢町交差点）
- 群馬県道2号前橋館林線（太田市新田金井町、新田金井十字路）
- 群馬県道292号伊勢崎新田上江田線・群馬県道311号新田上江田尾島線（太田市新田上江田町、新田上江田町交差点）
- 群馬県道312号太田境東線（太田市新田中江田町・新田中江田町交差点）
- 国道354号（太田市新田中江田町）
- 国道354号（太田市小角田町・小角田北交差点）
- 群馬県道312号太田境東線（太田市小角田町・小角田交差点）
- 国道17号 上武道路（太田市世良田町、上武世良田交差点）
- 群馬県道14号伊勢崎深谷線・群馬県道142号綿貫篠塚線（太田市世良田町・世良田交差点、終点）